# Bojanka
Bojanka je žensko osebno ime.

## Izvor imena
Ime Bojanka je različica ženskega osebnega imeba Bojana.

## Pogostost imena
Po podatkih Statističnega urada Republike Slovenije je bilo na dan 31. decembra 2007 v Sloveniji število ženskih oseb z imenom Bojanka: 87.

## Osebni praznik
Osebe z imenom Bojanka lahko godujejo skupaj z Bojanami.